# Корвін-Спрінгс (Монтана)
Корвін-Спрінгс (англ. Corwin Springs) — переписна місцевість (CDP) в США, в окрузі Парк штату Монтана. Населення — 101 особа (2020).

## Географія
Корвін-Спрінгс розташований за координатами 45°7′53″ пн. ш. 110°47′55″ зх. д. / 45.13139° пн. ш. 110.79861° зх. д. (45.131435, -110.798697).  За даними Бюро перепису населення США в 2010 році переписна місцевість мала площу 3,85 км², з яких 3,65 км² — суходіл та 0,21 км² — водойми.

## Демографія
Згідно з переписом 2010 року, у переписній місцевості мешкало 109 осіб у 64 домогосподарствах у складі 27 родин. Густота населення становила 28 осіб/км².  Було 115 помешкань (30/км²).
Расовий склад населення:
| - 92,7 % — білих - 2,8 % — осіб інших рас |

До двох чи більше рас належало 4,6 %. Частка іспаномовних становила 7,3 % від усіх жителів.
За віковим діапазоном населення розподілялося таким чином: 11,0 % — особи молодші 18 років, 67,0 % — особи у віці 18—64 років, 22,0 % — особи у віці 65 років та старші. Медіана віку мешканця становила 53,8 року. На 100 осіб жіночої статі у переписній місцевості припадало 87,9 чоловіків;  на 100 жінок у віці від 18 років та старших — 86,5 чоловіків також старших 18 років.
Середній дохід на одне домашнє господарство  становив 48 433 долари США (медіана — 37 188), а середній дохід на одну сім'ю — 72 433 долари (медіана — 66 667). Медіана доходів становила 50 625 доларів для чоловіків та 37 500 доларів для жінок. За межею бідності перебувало 20,8 % осіб, у тому числі 0,0 % дітей у віці до 18 років та 65,4 % осіб у віці 65 років та старших.
Цивільне працевлаштоване населення становило 49 осіб. Основні галузі зайнятості: мистецтво, розваги та відпочинок — 28,6 %, освіта, охорона здоров'я та соціальна допомога — 16,3 %, публічна адміністрація — 12,2 %.